# بينهيرو ماتشادو
بينهيرو ماتشادو (بالبرتغالية: José Gomes Pinheiro Machado‏) هو سياسي برازيلي، ولد في 8 مايو 1851 في البرازيل، وتوفي في 8 سبتمبر 1915 في ريو دي جانيرو في البرازيل. حزبياً، نشط في الحزب الجمهوري المحافظ. وقد انتخب عضو مجلس الشيوخ من البرازيل عن دائرة Rio Grande do Sul ‏ (15 نوفمبر 1890 – ).